# هيثر بيرك
هيثر بيرك (بالإنجليزية: Heather Burke)‏ هي عالمة آثار وعالمة الإنسان أسترالية، ولدت في 1966.